# 尚班
尚班（法語：Chambain，法語發音：[ʃɑ̃bɛ̃]）是法国科多尔省的一个市镇，属于蒙巴尔区。

## 地理
尚班（47°47'53"N, 4°55'15"E）面积9.75 平方千米，位于法国勃艮第-弗朗什-孔泰大區科多尔省，该省份为法国中东部省份，北起奥布省，西接涅夫勒省和约讷省，南至索恩-卢瓦尔省，东南接汝拉省，东临上索恩省，东北部与上马恩省接壤。
与尚班接壤的市镇（或旧市镇、城区）包括：居尔日堡、乌尔斯河畔勒塞、比克瑟罗勒、法沃罗勒莱吕塞、默内布勒、下科尔米耶、上科尔米耶。

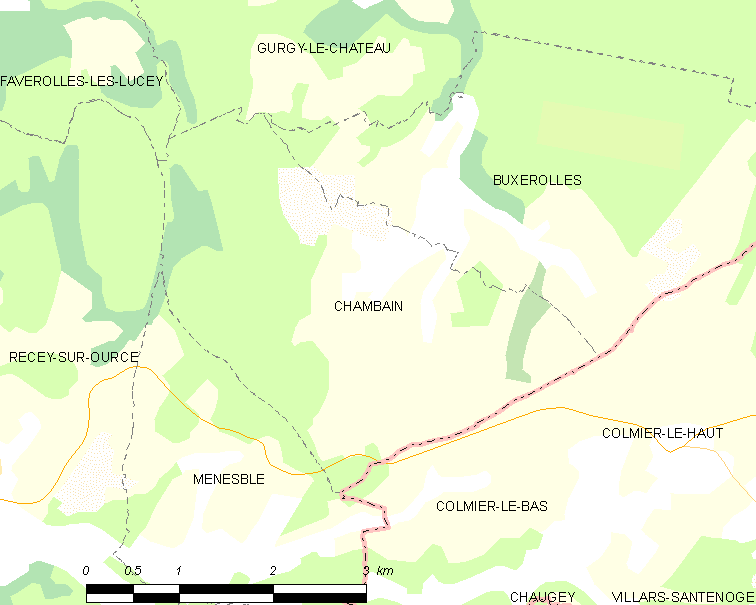
尚班的OSM定位图

尚班的时区为UTC+01:00、UTC+02:00（夏令时）。

## 行政
尚班的邮政编码为21290，INSEE市镇编码为21129。

## 政治
尚班所属的省级选区为塞纳河畔沙蒂永县。

## 人口

1962-2008年间尚班人口变化图示

尚班于2022年1月1日时的人口数量为28人。